# Екатерина Раккониджская
Екатерина Раккониджская, урожд. Катерина Маттеи (итал. Caterina da Racconigi, 1487, Раккониджи, Пьемонт — 4 сентября 1574, Караманья-Пьемонте, Пьемонт) — итальянская католическая блаженная, доминиканка, мистик, стигматик.

## Жизнеописание
Блаженная Катерина родилась в коммуне Раккониджи (Италия) в обедневшей многодетной семье: отец Джорджо Маттеи — безработный слесарь, мать Биллиа Феррари — ткачиха. Девочка была шестым ребёнком в семье.
В возрасте 5 лет её начали посещать видения Иисуса Христа, Девы Марии и Екатерины Сиенской.
В молодости Катерина присоединилась к доминиканскому ордену в качестве терциарианки, где вела аскетичный образ жизни. Во время монашества число видений увеличилось, вследствие чего девушка пророчествовала и приобретала многочисленные стигматы, видеть которые могла лишь она сама (только после кончины раны открылись всеобщему взору). Также верующая усердно молилась о спасении солдат, умиравших в сражении.
На протяжении жизни к монахине тянулся неиссякаемый поток прихожан, просивших духовных советов и заступничества. Её почитали и в то же время завидовали и преследовали.
Умерла в одиночестве. С блаженной связано много чудес как при её жизни, так и после. В завещании Катерина просила предать своё тело земле Кунео, что и было исполнено.

## Прославление
В 1808 году папа Пий VII причислил её к лику блаженных.
День памяти в Католической Церкви — 4 сентября.